# Romi Infantas Soto
Romi Carmen Infantas Soto (Cusco, 11 de enero de 1995) es una política peruana. Entre agosto y noviembre del 2020 ocupó el cargo de alcaldesa provincial del Cusco tras el fallecimiento de su antecesor Ricardo Valderrama Fernández. Con 25 años de edad, fue  la persona más joven en haber ocupado ese cargo.

## Biografía
Nació en el Cusco, Perú, el 11 de enero de 1995. Cursó los estudios primarios y secundarios en su ciudad natal y en el año 2011 inició estudios de economía en la Universidad Andina del Cusco obteniendo el grado de bachiller en economía el año 2016. Desde el año 2017 hasta su elección como regidora provincial del Cusco trabajó como representante financiero en el Banco Internacional del Perú.
Participó en las elecciones municipales de 2018 como candidata a segunda regidora por el Movimiento Regional Tawantinsuyo que postulaba a Víctor Boluarte Medina como candidato a alcalde obteniendo la representación. asumiendo ese cargo con 23 años de edad el 1 de enero de 2019.
El 13 de diciembre de 2019, el Jurado Nacional de Elecciones declaró fundada una solicitud de suspensión por un año del alcalde Víctor Boluarte Medina debido a una condena penal que pesa en su contra por el delito de fraude en la administración de personas jurídicas cometido cuando fue decano del Colegio de Abogados del Cusco en el periodo 2008-2009. En consecuencia con ello, el 17 de diciembre de 2019 el teniente alcalde Ricardo Valderrama Fernández asumió el cargo de alcalde provincial. e Infantas Soto fue promovida a segunda regidora y teniente-alcaldesa.
El 24 de julio de 2020, Valderrama dio positivo de COVID-19 por lo que fue licenciado del cargo de alcalde provincial y reemplazado por Infantas Soto quien asumió el cargo de alcaldesa provincial encargada. Tras el fallecimiento de Valderrama el 30 de agosto de 2020 a causa de dicha enfermedad, Infantas Soto lo sucedió interinamente en el cargo, convirtiéndose en la alcaldesa más joven de la ciudad del Cusco. El 6 de noviembre de ese año, El Jurado Nacional de Elecciones entregó las credenciales de alcalde a Víctor Boluarte Medina luego de la Corte Suprema revocara la condena de éste y lo absolviera de los cargos que motivaron su suspensión por lo que Infantas regresó a ser la teniente alcaldesa.